# گالری هنر انتاریو
گالری هنر اونتاریو (انگلیسی Art Gallery of Ontario؛ فرانسوی: Musée des beaux-arts de l'Ontario‎) یک موزهٔ هنری در تورنتو کانادا است.
این مجموعه شامل بیش از ۸۰۰۰۰ قطعه از آثار قرن اول تا به امروز است. گالری دارای ۴۵۰۰۰ متر مربع (۴۸۰۰۰۰ فوت مربع) فضای فیزیکی است که آن را به یکی از بزرگترین گالری‌های آمریکای شمالی تبدیل نموده. مجموعهٔ ویژه شامل بزرگترین مجموعهٔ هنر کانادا از آثار دورهٔ رنسانس تا دورهٔ باروک، هنر اروپا، هنر آفریقایی و اقیانوسی، و یک مجموعهٔ مدرن و معاصر می‌باشد.

## نگارخانه

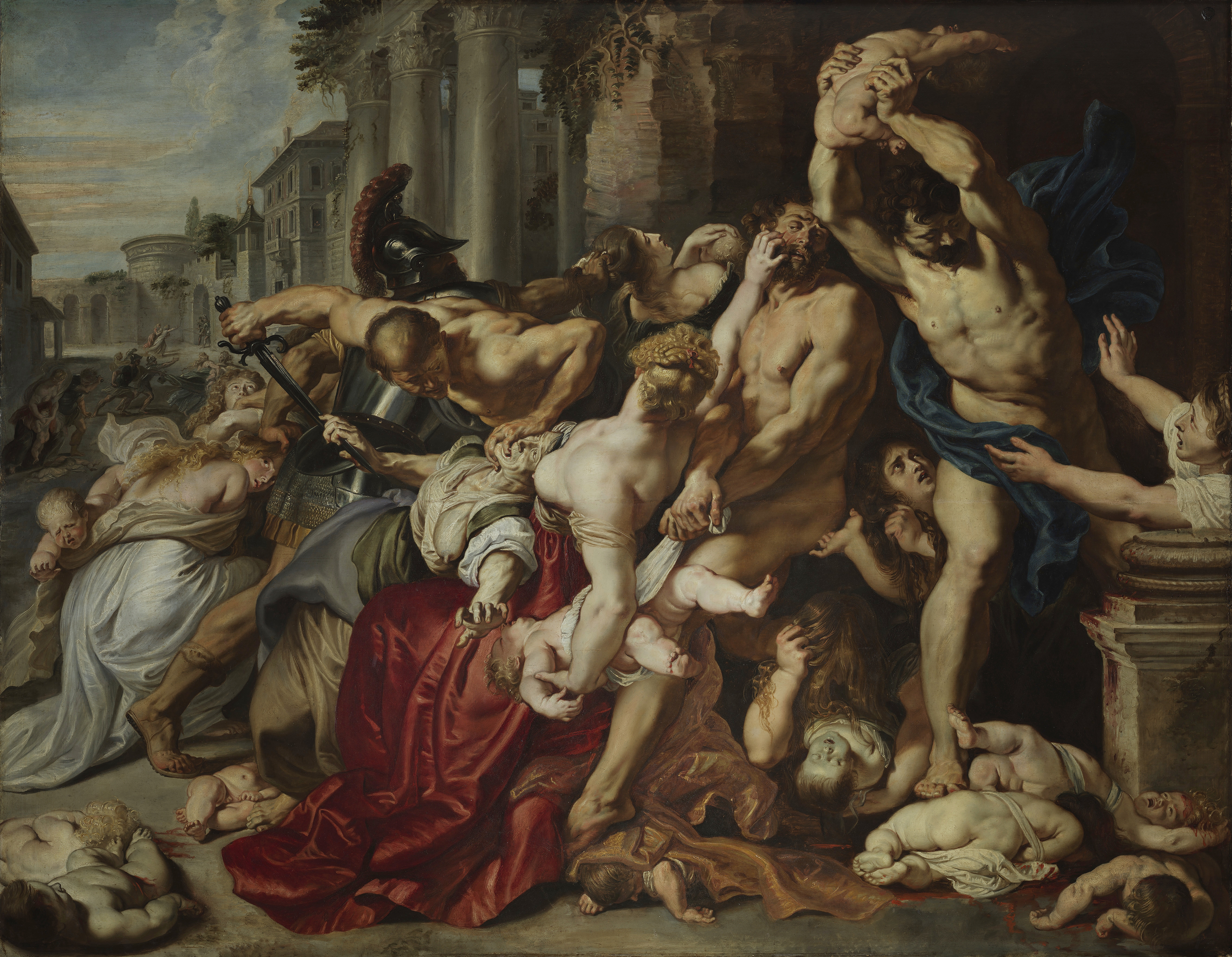
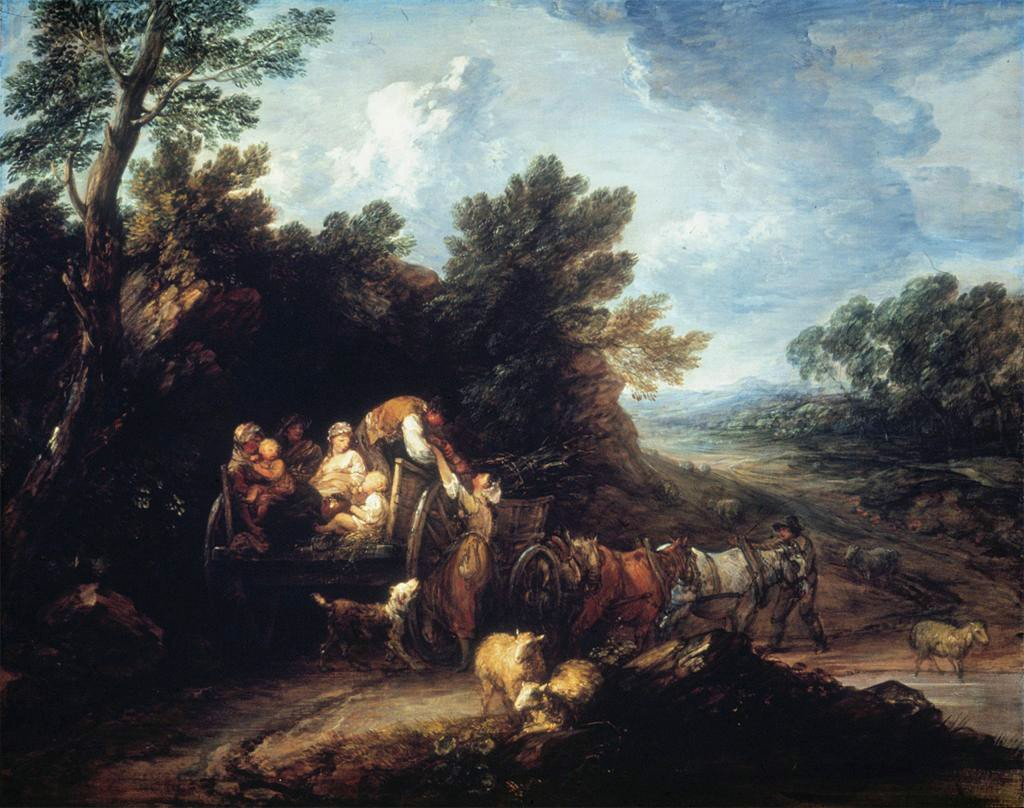
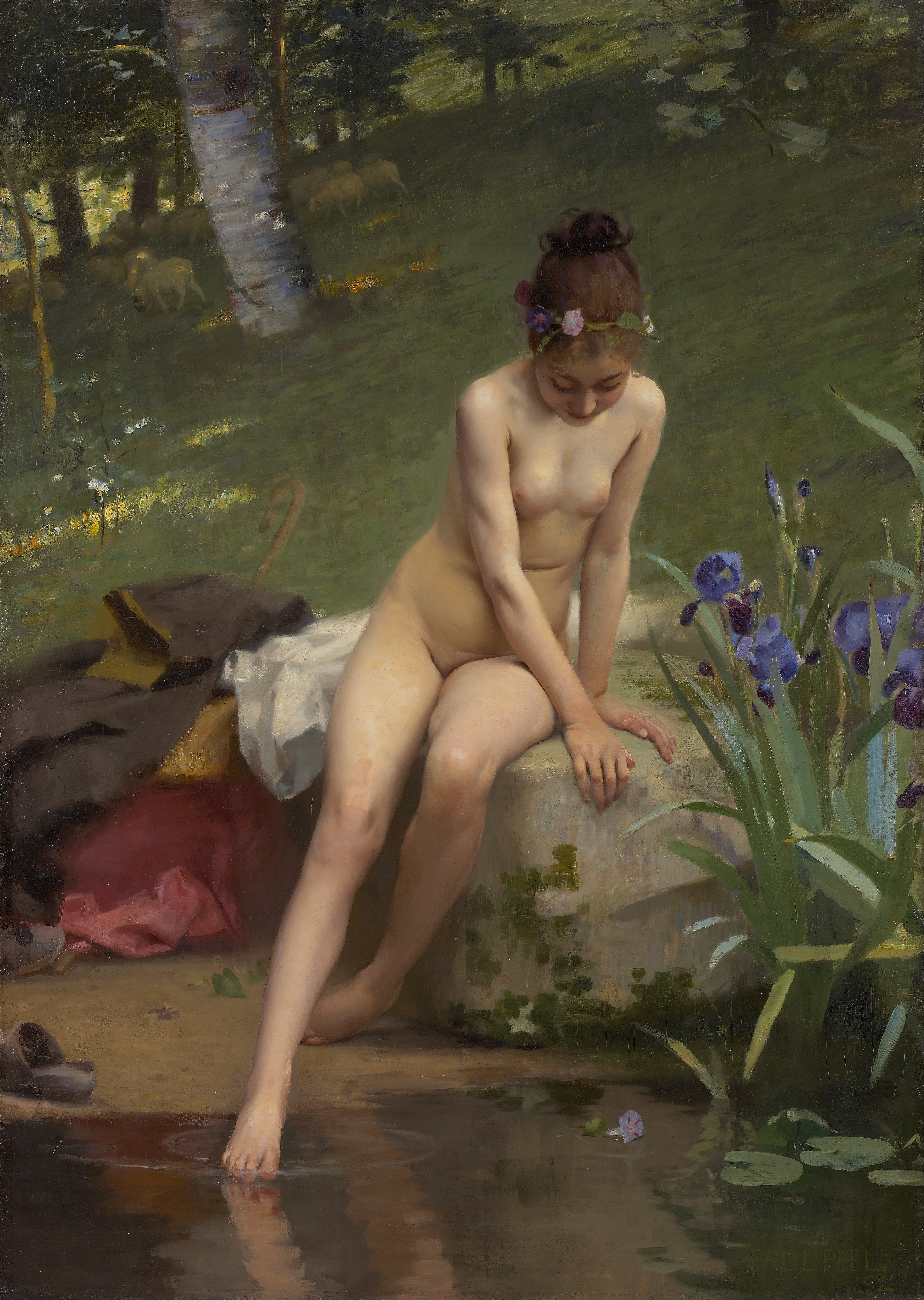
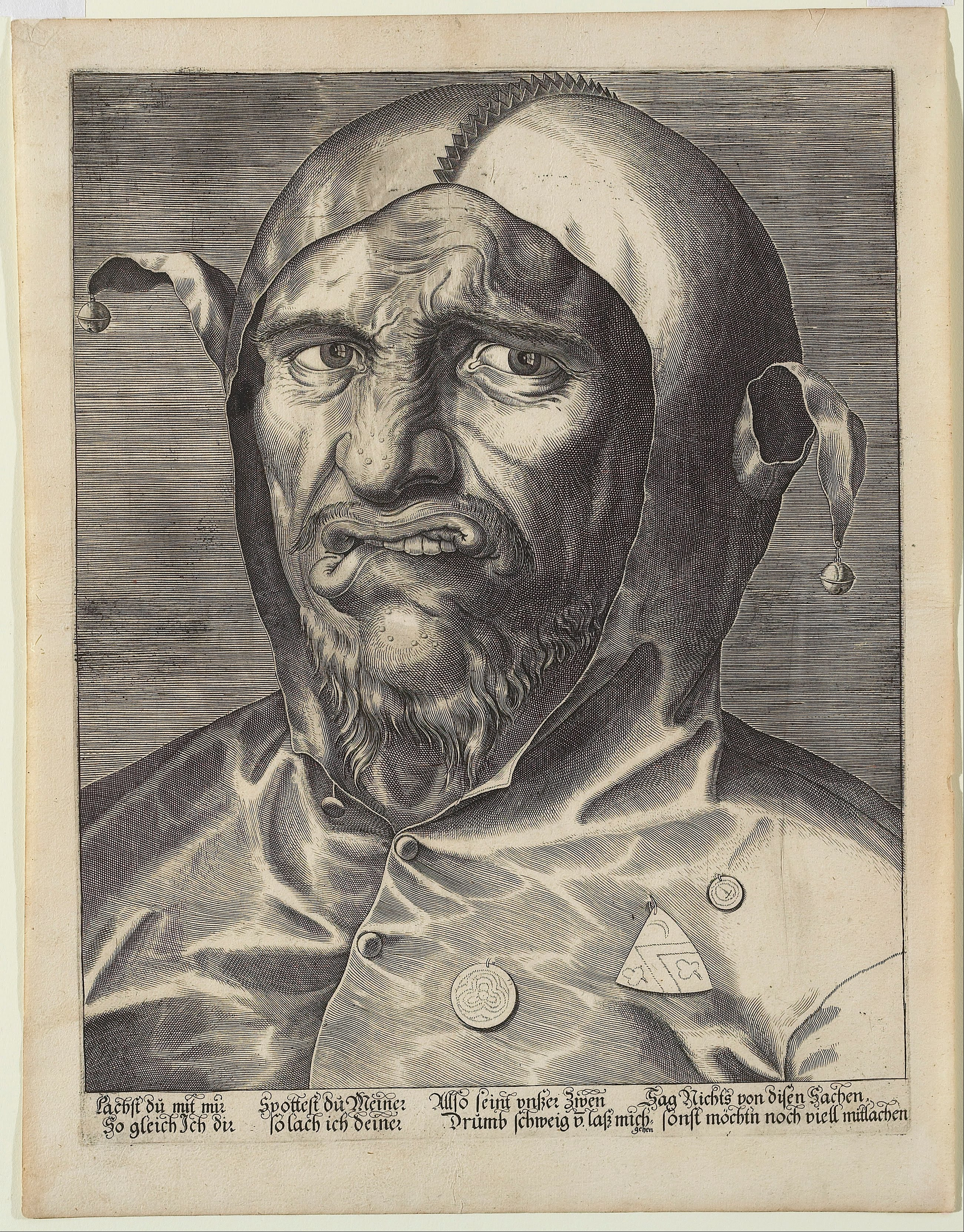
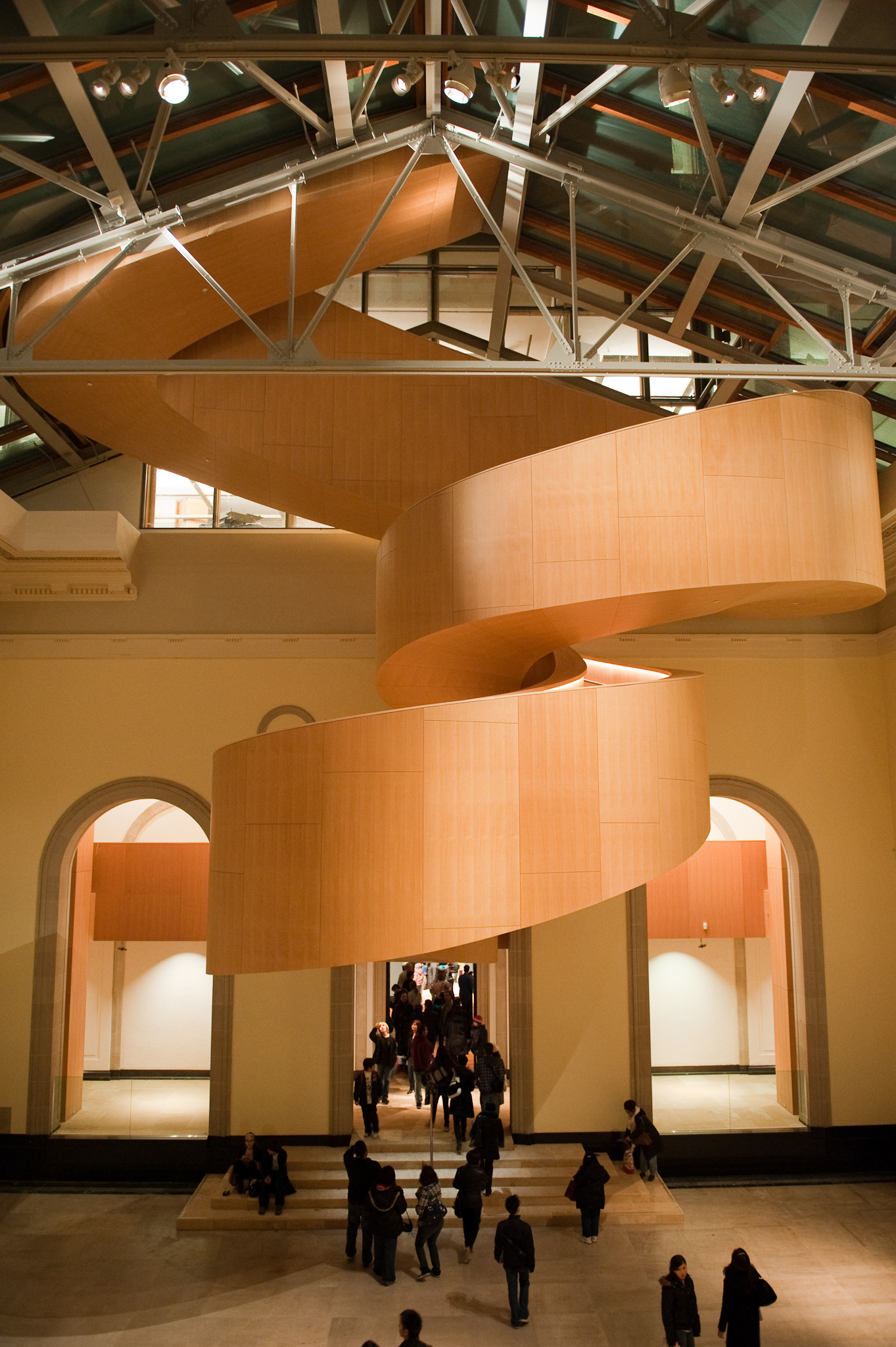
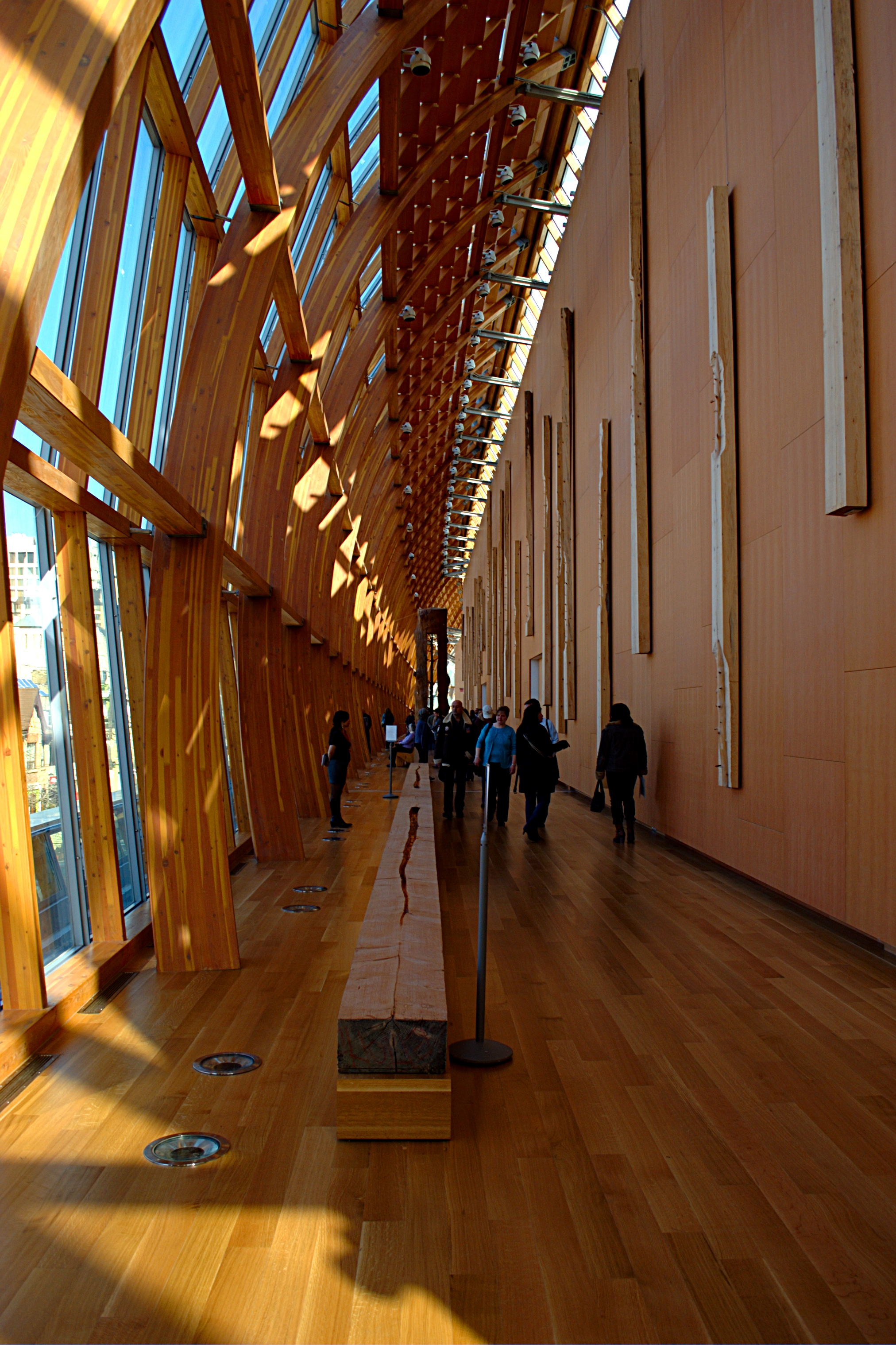
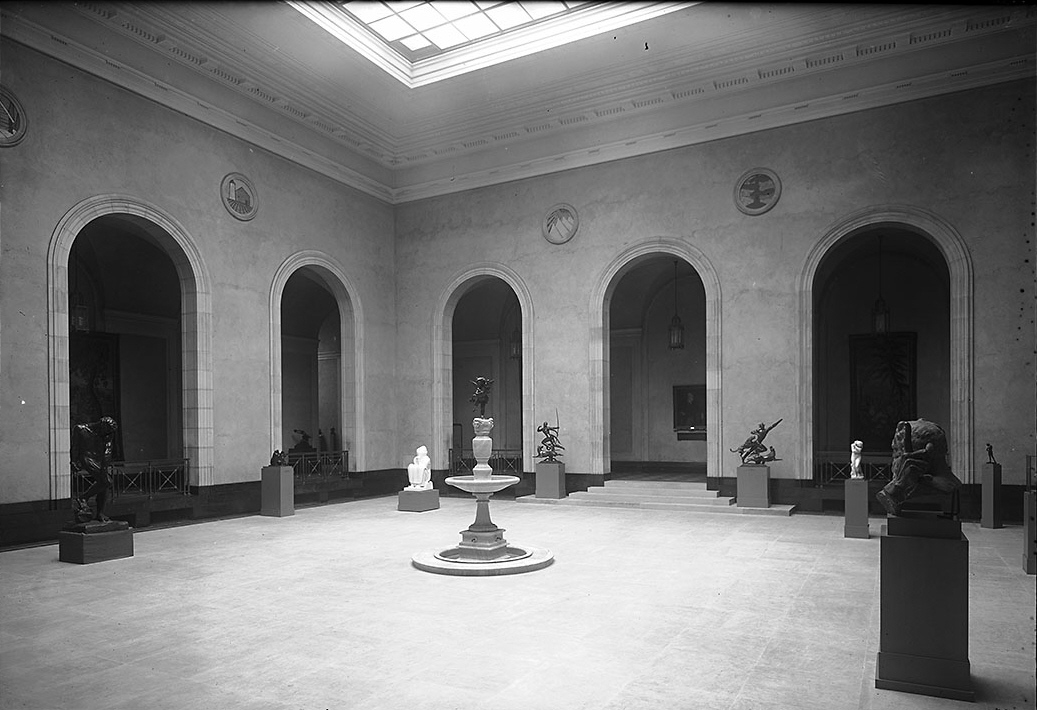
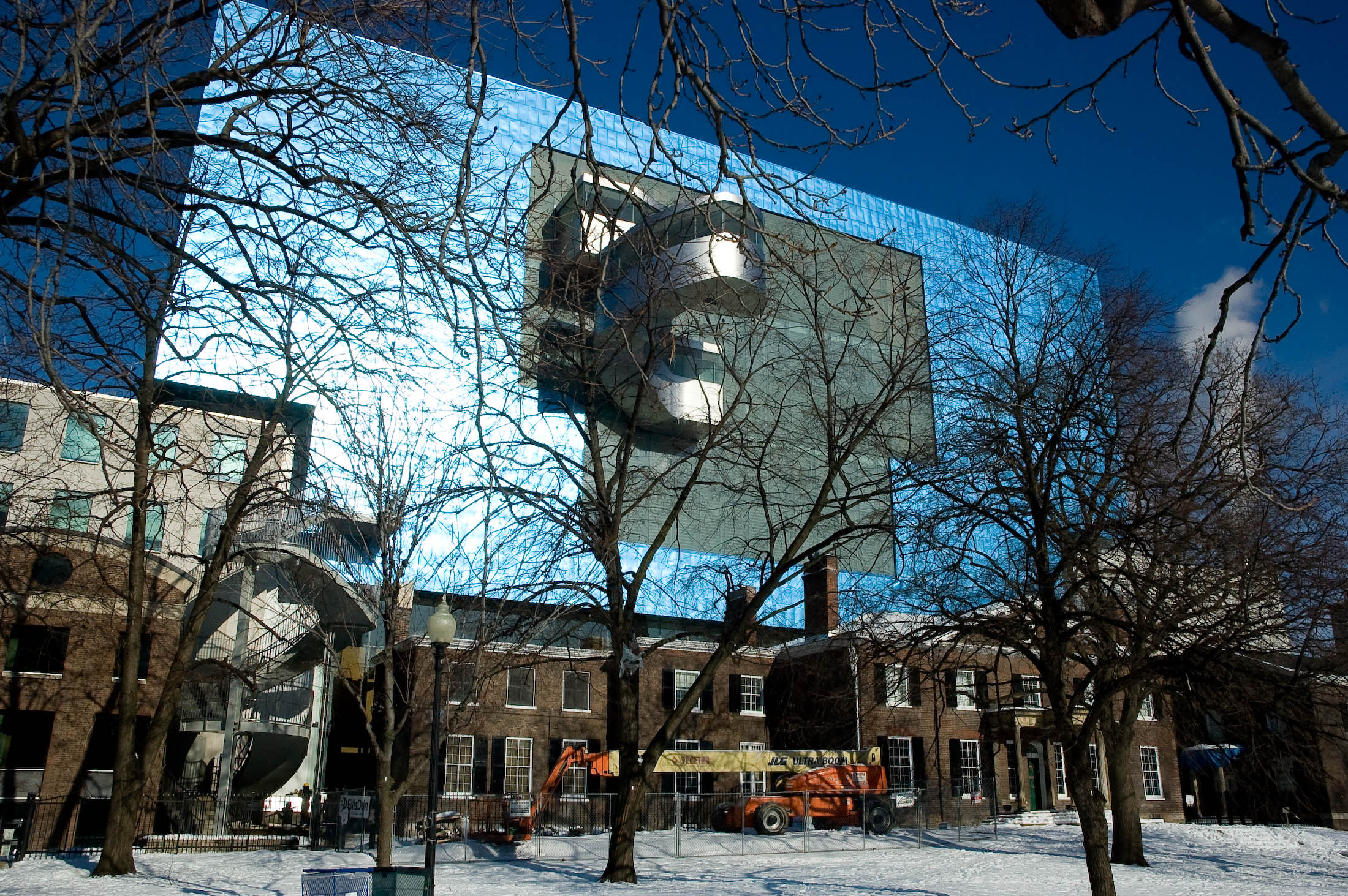
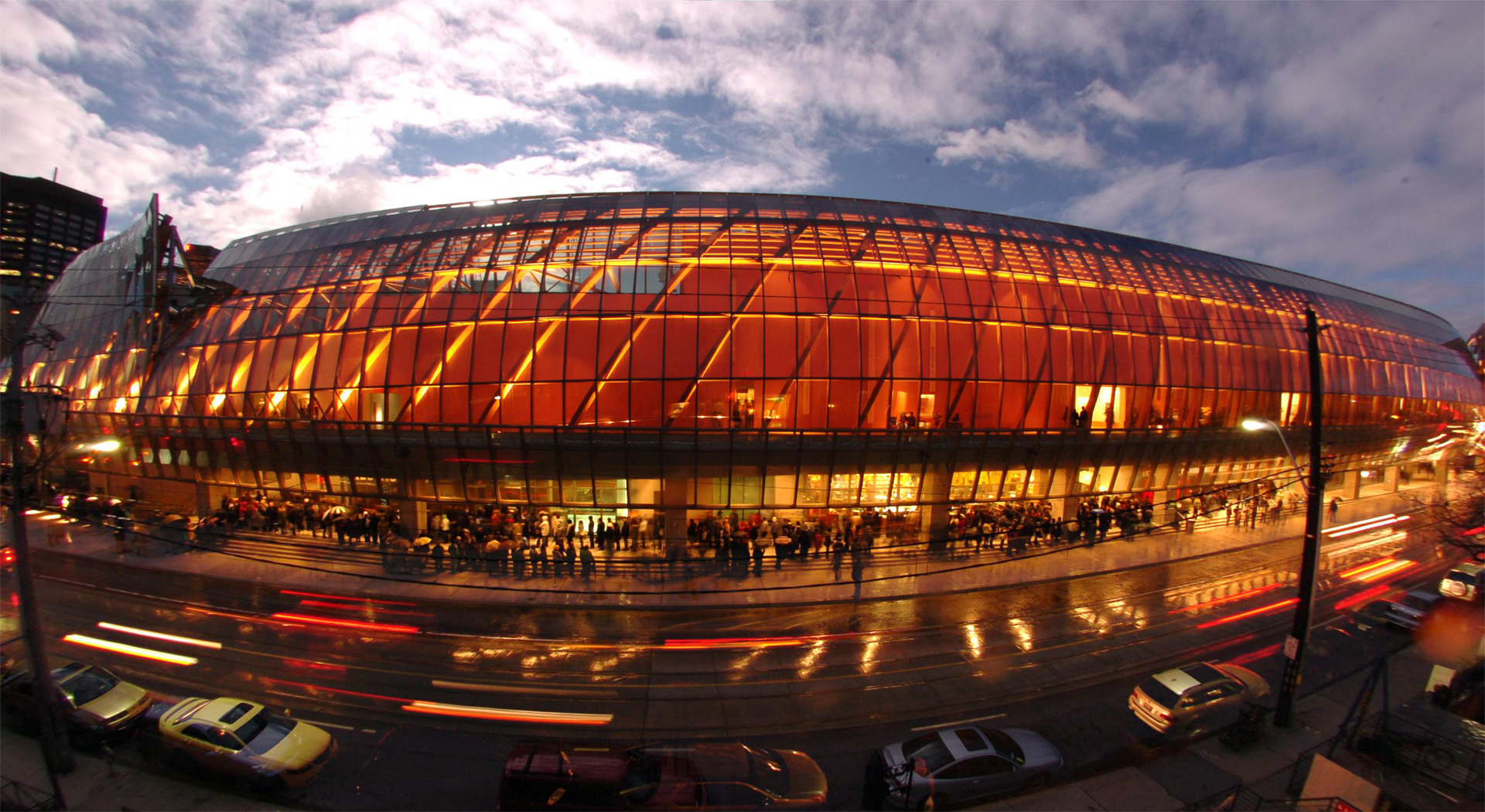
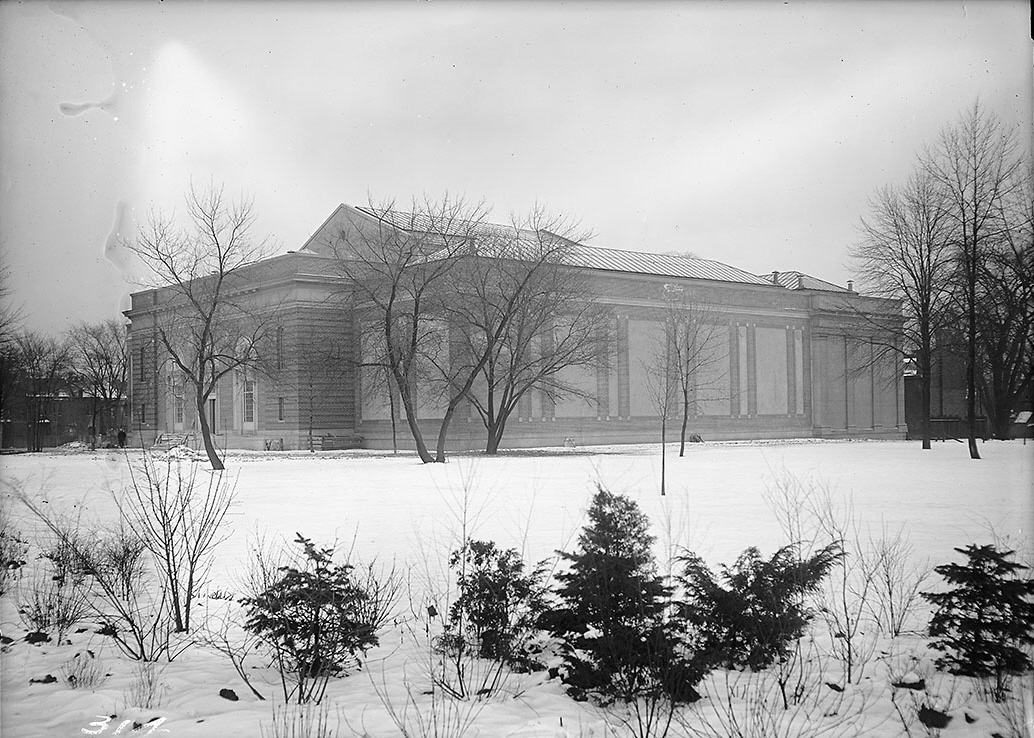